# بنات اكريكوز (مسلسل)
بنات أكريكوز مسلسل سوري تم عرضه عام 2003

## القصة
تدور قصة العمل حول أربع بنات وأمهن ينتظرن والدهن المسافر طيلة حلقات المسلسل ولديهن خال وهو مرشح وزاري سابق سبعة مرات ذو دخل مادي جيد، في كل حلقة تتعرض العائلة إلى مواقف مضحكة ومغامرات مثيرة ضمن قالب عائلي مضحك اجتماعي كوميدي، يروي قصة أربعة بنات وأمهن ينتظرن والدهن وديع أن يعود من خارج البلاد فتضطر أن تصرف عليهن، فتلجأ في بعض الأحيان أن تستدين من خالها أو من ناطور البناية(أبو راضي)، وتكون هذه العائلة بانتظار دائم لعودة الأب. والأم تفتخر دائماً بعائلتها «أكريكوز»(عائلة وهمية عريقة الأصل)، كما أنها تسعى لتزويج بناتها. حلقات المسلسل منفصلة فكل حلقة تروي مغامرة أو قصة جديدة تحدث مع هذه العائلة.

## بطولة
- مها المصري بدور منيرة «أم البنات».
- خالد تاجا بدور فاروق، خال منيرة، كثير النسيان، ودائما ما تستدين منه منيرة.
- كاريس بشار بدور فريدة بنت منيرة الكبرى المهووسة بالشهرة والجمال وعرض الازياء.
- ديما بياعة بدور يارا «إذاعة الأخبار» فهي تحب الحديث على التلفونات.
- نادين تحسين بيك بدور رولا الحشّورة التي تحب مراقبة الجيران.
- يمنى الحلبي بدور الطفلة عليا بنت منيرة الصغرى التي تحب الحيوانات وفشي الأسرار.
- وفاء موصللي بدور أم فادي الجارة الثرثارة.
- سلافة عويشق بدور مطيعة صديقة منيرة المهووسة بالرياضة واليوغا وكره القدم.
- جمال العلي بدور أبو راضي ناطور البناية.
- غادة بشور بدور أم راضي الخادمة وزوجة الناطور.
- رامي حنا بدور داني ابن بنت خالة منيرة (اعتدال) - ضيف شرف.
- عاصم حواط بعدة ادوار

### تأليف
1. ↑  مقدمة مسلسل بنات اكريكوز - YouTube نسخة محفوظة 15 ديسمبر 2019 على موقع واي باك مشين.
2. ↑  بنات اكريكوز نسخة محفوظة 15 ديسمبر 2019 على موقع واي باك مشين.